# Idalba de Almeida
Flor Idalba de Almeida es una política venezolana. Fue la primera alcaldesa electa por voto directo de municipio Sotillo (Puerto La Cruz), en el estado Anzoátegui, al igual que la primera mujer electa al cargo.

## Carrera
Fue la primera alcaldesa electa por voto directo de municipio Juan Antonio Sotillo (Puerto La Cruz), en el estado Anzoátegui, al igual que la primera mujer electa al cargo. También fue presidenta de su Concejo Municipal y una de las fundadoras del proyecto conocido como la Mancomunidad de los Desechos Sólidos Urbanos (Masur). Después de su gestión como alcaldesa ha continuado trabajando como dirigente de Acción Democrática. De Alemida apoyó al candidato de la Mesa de la Unidad Democrática (MUD) para la gobernación de Anzoátegui en las elecciones regionales de 2012, Antonio Barreto Sira, siendo integrante de la organización regional "Mujeres por el Progreso".